# Летнее время в США
Большая часть Соединённых Штатов соблюдает летнее время, практику перевода часов на один час вперёд, когда световой день длиннее, чтобы вечером было больше дневного света, а утром меньше. Исключение составляют Аризона (за исключением индейцев навахо, которые соблюдают летнее время в племени навахо), Гавайи, а также территории Американского Самоа, Гуама, Северных Марианских островов, Пуэрто-Рико и Виргинских островов США. Закон о едином времени 1966 года установил систему единого летнего времени на всей территории США.
В США переход на летнее время начинается во второе воскресенье марта и заканчивается в первое воскресенье ноября, при этом перевод времени происходит в 2:00 ночи по местному времени. С помощью мнемонической игры слов, относящейся к временам года, часы «пружинят вперёд, падают назад», то есть весной часы переводятся вперёд с 2:00 до 3:00 ночи, а осенью они переводятся назад с 2:00 ночи до 1:00 ночи. Переход на летнее время длится в общей сложности 34 недели (238 дней) каждый год, что составляет около 65% всего года.
По состоянию на 2024 год Федеральное законодательство поддерживает переход с летнего времени на зимнее время два раза в год, несмотря на некоторые безуспешные попытки отказаться от него. В 2022 году Сенат Соединённых Штатов принял Закон о защите солнечного света, который навсегда активирует переход на летнее время, но он не был одобрен Палатой представителей США..
В следующей таблице перечислены недавние прошлые и ближайшие даты начала и окончания перехода на летнее время в США (в штатах, соблюдающих летнее время):
| Год  | Начало   | Конец    |
| ---- | -------- | -------- |
| 2022 | 13 марта | 6 ноября |
| 2023 | 12 марта | 5 ноября |
| 2024 | 10 марта | 3 ноября |
| 2025 | 9 марта  | 2 ноября |
| 2026 | 8 марта  | 1 ноября |
| 2027 | 14 марта | 7 ноября |
| 2028 | 12 марта | 5 ноября |

## История летнего времени в Соединённых Штатах
Бенджамин Франклин предложил форму дневного времени в 1784 году. В своём ироничном  проект по уменьшению стоимости света», написанном редактору «Парижского журнала», он писал, что парижане могут сэкономить на свечах, вставая с постели раньше утром, используя вместо этого естественный утренний свет. По его подсчётам, общая сумма сбережений жителей Парижа составила бы сегодня примерно 200 миллионов долларов. Предложение Франклина, похоже, было скорее шуткой, чем реальным предложением, и из этого ничего не вышло.

### 1916—1966: Раннее, непоследовательное использование
Во время Первой мировой войны, в целях экономии топлива, Германия начала переход на летнее время 1 мая 1916 года. Вскоре за ними последовала и остальная Европа. План не был принят в Соединённых Штатах до принятия Закона о стандартном времени от 19 марта 1918 года, который подтвердил существующую стандартную систему часовых поясов и установил начало летнего летнего времени 31 марта 1918 года (отменив 27 октября) Идея была непопулярной, особенно среди фермеров, потому что летнее время означало, что у них было меньше времени утром, чтобы доставить молоко и собранный урожай на рынок.  Конгресс отменил летнее время после войны, преодолев вето президента Вудро Вильсона.  Переход на летнее время стал местным вариантом. Нью-Йорк продолжал соблюдать столичное летнее время, в то время как сельские районы за пределами города этого не делали. Из-за положения Нью-Йорка как финансовой столицы за ним последовали другие места. Общенациональное летнее время не было введено до Второй мировой войны. 9 февраля 1942 года президент Франклин Рузвельт ввёл круглогодичное летнее время, названное «военным временем».  Она продолжалась до последнего воскресенья (30-го числа) сентября 1945 года. После 1945 года многие штаты и города к востоку от реки Миссисипи (и в основном к северу от рек Огайо и Потомак) перешли на летнее время.

### 1967—1972: Установлен федеральный стандарт
К 1962 году транспортная отрасль обнаружила, что отсутствие последовательности достаточно запутанно, чтобы настаивать на федеральном регулировании. Результатом стал Закон о едином времени 1966 года (P.L. 89-387), подписанный президентом Линдоном Джонсоном 14 апреля.. Начиная с 1967 года, закон предписывал стандартное время в пределах установленных часовых поясов и предусматривал опережающее время: часы переводились на один час вперёд, начиная с 2:00 ночи в последнее воскресенье апреля, и переводились на один час назад в 2:00 ночи в последнее воскресенье октября. Штатам разрешалось освобождаться от перехода на летнее время, если это делал весь штат. Если штат решил перейти на летнее время, изменения времени должны были начинаться и заканчиваться в установленные даты. Закон также требовал, чтобы штаты, которые использовали летнее время в 1966 году, начинали его в последнее воскресенье апреля и заканчивали в последнее воскресенье октября. Недавно созданному Министерству транспорта США были предоставлены полномочия по обеспечению соблюдения закона.
В 1967 году Аризона и Мичиган стали первыми штатами, которые освободились от перехода на летнее время (Мичиган начал соблюдать летнее время в 1972 году). В 1972 году в закон были внесены поправки (P.L. 92-267), позволяющие штатам, разделённым между часовыми поясами, освобождать от уплаты налога либо весь штат, либо ту часть штата, которая находится в другом часовом поясе.
По состоянию на март 2023 г.следующие штаты и территории не соблюдали летнее время: Аризона, Гавайи, Американское Самоа, Гуам, Северные Марианские острова, Пуэрто-Рико и Виргинские острова..

### 1973—1975: Круглогодичный эксперимент
Во время нефтяного эмбарго 1973 года, введённого Организацией арабских стран-экспортеров нефти (OAPEC), в целях экономии топлива, Конгресс ввёл испытательный период круглогодичного перехода на летнее время (P.L. 93-182), начиная с 6 января 1974 года и заканчивая 27 апреля 1975 года. Судебный процесс вызвал жаркие дебаты. Сторонники указали на увеличение продолжительности светового дня в летний вечер: больше времени для отдыха, снижение требований к освещению и отоплению, снижение преступности и снижение количества автомобильных аварий. Оппозиция была обеспокоена тем, что дети уходят в школу в темноте, а строительная отрасль была обеспокоена утренними несчастными случаями. После нескольких утренних дорожно-транспортных происшествий с участием школьников во Флориде, в том числе восьми детей, которые погибли, губернатор Рубин Аскью попросил отменить круглогодичный закон..
За три месяца с декабря по март общественная поддержка упала с 79% до 42%.  Некоторые школы перенесли время начала занятий на более позднее время.  Вскоре после того, как окончание Уотергейтского скандала привело к смене администрации, в октябре 1974 года в закон были внесены поправки (P.L. 93-434), чтобы вернуться к стандартному времени в течение четырёх месяцев, начиная с 27 октября 1974 года и заканчивая 23 февраля 1975 года, когда возобновилось летнее время.  испытание закончилось в октябре 1975 года, страна вернулась к летнему времени (с вышеупомянутыми исключениями)..

### 1975—1986: Продление летнего времени
В 1975 году Министерство транспорта США, оценивая план продления летнего времени на март, сообщило, что «умеренные общие выгоды могут быть достигнуты за счёт перехода от исторического шестимесячного летнего времени (с мая по октябрь) в области энергосбережения, общей безопасности дорожного движения и снижения насильственной преступности». Однако Министерство транспорта также сообщило, что эти преимущества минимальны и их трудно отличить от сезонных колебаний и колебаний цен на энергоносители.
Затем Конгресс обратился в Национальное бюро стандартов (NBS, сегодня NIST) с просьбой оценить отчёт Министерства транспорта США. В его отчёте «Обзор и техническая оценка исследования Министерства транспорта США по переходу на летнее время» (апрель 1976 года) не было обнаружено существенной экономии энергии или различий в смертности в результате дорожно-транспортных происшествий. Были обнаружены статистически значимые доказательства увеличения смертности среди детей школьного возраста по утрам в течение четырёхмесячного периода с января по апрель 1974 года по сравнению с тем же периодом (без летнего времени) 1973 года. NBS заявила, что невозможно определить, что из этого увеличения было связано с переходом на летнее время. Когда эти данные были сопоставлены между 1973 и 1974 годами за март и апрель, не было обнаружено существенной разницы в смертности среди детей школьного возраста по утрам.
В 1986 году Конгресс принял закон P.L. 99-359, вносящий поправки в Закон о едином времени, изменив начало летнего времени с последнего воскресенья апреля на первое воскресенье апреля, а окончание осталось в последнее воскресенье октября.  Эти даты начала и окончания действовали с 1987 по 2006 год. Время было скорректировано в 2:00 ночи по местному времени.

### 2005—2009: Второе продление
В соответствии с Законом об энергетической политике 2005 года, переход на летнее время (DST) был продлён в Соединённых Штатах, начиная с 2007 года.  Начиная с этого года, переход на летнее время начинается во второе воскресенье марта и заканчивается в первое воскресенье ноября.  В годы, когда 1 апреля приходится на период с понедельника по среду, эти изменения приводят к переходу на летнее время на пять недель дольше; во все остальные годы переход на летнее время на четыре недели длиннее
В соответствии со статьёй 110 закона, Министерство энергетики США должно было изучить влияние продления летнего времени 2007 года не позднее, чем через девять месяцев после того, как изменение вступило в силу. В отчете, опубликованном в октябре 2008 года, сообщается об экономии электроэнергии в 2007 году в размере 0,03% по всей стране.
Исследование, проведённое в октябре 2008 года Калифорнийским университетом в Санта-Барбаре для Национального бюро экономических исследований, показало, что переход на летнее время в Индиане в 2006 году увеличил потребление энергии в Индиане в среднем на 1%. Несмотря на то, что потребление электроэнергии на освещение снизилось в результате перехода на летнее время, потребление на отопление и охлаждение увеличилось на 2-4%. Стоимость перехода на летнее время для среднего домохозяйства в Индиане составила 3,29 доллара США в год, что в совокупности составляет от 1,7 до 5,5 миллионов долларов США в год.
Торговая палата Соединённых Штатов высоко оценила продление перехода на летнее время в соответствии с законом 2005 года, который увеличил количество покупок и торговли после работы по вечерам. В гольф-индустрии группа отметила исключительное увеличение выручки на «200 миллионов долларов за счёт дополнительных продаж клюшек для гольфа и грин-сборов».  Продление перехода на летнее время также оказало заметное влияние на Хэллоуин и продажи конфет.  Сенатор от Вайоминга Майкл Энзи и представитель Мичигана Фред Аптон выступили за продление с октября на ноябрь, особенно для того, чтобы позволить детям играть в сладости при большем дневном свете.  В некоторых районах продление летнего времени в марте и ноябре отодвинуло восход солнца до 8:30 

### 2015–2024: Предложения по введению круглогодичного летнего времени
Несколько представителей штатов и федеральные представители выдвинули законопроект в поддержку легализации использования летнего времени в качестве круглогодичного варианта.  В более чем 30 штатах были внесены законопроекты, чтобы положить конец летнему времени или сделать его постоянным.
Главный аргумент в пользу введения круглогодичного перехода на летнее время заключается в том, что образ жизни и режим работы современных граждан больше не совместимы с концепцией перевода часов каждую весну и осень. Сторонники также утверждают, что переход на «вечное лето» также приведёт к экономии энергии за счёт снижения потребности в искусственном освещении.
В 2015 году Сенат штата Невада принял Совместную резолюцию 4 Ассамблеи штата Невада которой призвал Конгресс принять закон, позволяющий отдельным штатам устанавливать летнее время в качестве стандартного времени в своих штатах в течение календарного года. Это означало бы, что Невада будет на час опережать Аризону в течение всего года, а зимой — на час опережать Калифорнию.  Конгресс Соединённых Штатов ещё не принял никакого разрешающего законодательства в этом отношении. 6 марта 2018 года Сенат Флориды одобрил Закон о защите солнечного света, который переведёт Флориду на постоянное летнее время круглый год, а губернатор Рик Скотт подписал его 23 марта. Конгресс должен будет внести поправки в существующий федеральный закон 1966 года, чтобы разрешить это изменение.  ноябре 2018 года избиратели в Калифорнии ратифицировали законодательный план, который позволит ввести круглогодичное летнее время.  Тем не менее, он по-прежнему требует голосования двух третей законодательного собрания штата и одобрения Конгресса.
Закон о защите солнечного света 2019 года был внесён в Сенат США сенатором Марко Рубио из Флориды, чтобы сделать время, используемое для летнего времени, стандартным и отменить летнее время. Он имеет двухпартийную поддержку сенаторов от Вашингтона и Теннесси, но он не получал слушаний в комитете Сената по торговле, науке и транспорту  в течение многих лет.
В 2019 году законодательное собрание штата Вашингтон приняло законопроект 1196 Палаты представителей,  который установит круглогодичное соблюдение летнего времени в зависимости от того, внесёт ли Конгресс США поправки в федеральный закон, разрешающий штатам соблюдать летнее время круглый год. Законопроект был принят,  за ним последовала предложенная в 2021 году инициатива голосования 1803 «Отмена перехода на летнее время в штате Вашингтон, чтобы подать петицию в Конгресс США с просьбой разрешить изменение.  Теннесси и Орегон также приняли законопроекты в 2019 году о круглогодичном переходе на летнее время,   а законодательные палаты в Алабаме и Арканзасе также одобрили резолюции «за».  Орегон так и не принял эту меру, и последующая попытка в 2024 году также потерпела неудачу.  Губернатор Джорджии Брайан Кемп подписал законопроект Сената 100, предусматривающий круглогодичный переход на летнее время, когда Конгресс Соединённых Штатов вносит поправки в раздел 15 U.S.C. 260a, чтобы разрешить штатам соблюдать летнее время круглый год.
15 марта 2022 года Сенат США единогласно принял Закон о защите солнечного света.  Это изменение означало бы, что часовые пояса с переходом на летнее время больше не вернутся к стандартному времени и останутся на летнем времени круглый год. Он должен был начаться 5 ноября 2023 года. Однако он не был принят Палатой представителей. Американская академия медицины сна выступила против Закона о защите солнечного света и призвала вместо этого ввести постоянное стандартное время, позицию, поддержанную, среди прочих, Американским колледжем врачей грудной клетки и Всемирным обществом сна.  3 января 2023 года 117-й Конгресс завершился без голосования Палаты представителей по Закону о защите солнечного света. Американская общественность разделилась по этому вопросу: только 21 % американцев предпочитают переводить часы два раза в год, но 50 % выступают за постоянное летнее время и 31 % поддерживают постоянное стандартное время; 17% затруднились ответить.
По состоянию на ноябрь 2023 г., был внесен ряд законопроектов штатов, а также вновь внесен законопроект в Сенат США. Ни один из них не был принят в Конгрессе. До тех пор, пока законопроект о переходе на летнее время не будет принят в Сенате и Палате представителей США, а затем подписан президентом, нигде в США не будет постоянного летнего времени (а стандартное время является обязательным во всех частях страны, как в «зимние месяцы», так и в течение всего года, в зависимости от законодательства штата).  Большая часть Соединённых Штатов будет продолжать переводить часы два раза в год, как обычно.

## Процедура внесения изменений

### Изменение часового пояса области
В соответствии с Законом о стандартном времени 1918 года с поправками, внесенными Законом о едином времени 1966 года, перемещение штата или территории в пределах штата из одного часового пояса в другой требует постановления, изданного Министерством транспорта США. Губернатор или законодательное собрание штата могут инициировать запрос от имени штата или любой части штата; Высшие выборные должностные лица округа могут подать запрос для этого округа. Стандартом в законе для таких решений является удобство торговли в этой области. Удобство торговли определяется широко, чтобы рассмотреть такие обстоятельства, как перевозка товаров в пределах сообщества; происхождение теле- и радиопередач; районы, где большинство жителей работают, посещают школу, исповедуют Богу или получают медицинскую помощь; расположение аэропортов, железнодорожных и автовокзалов; и основные элементы экономики общины.
После получения запроса на изменение часового пояса Министерство транспорта определяет, соответствует ли он требованиям минимальных законодательных критериев, прежде чем выпустить уведомление о предлагаемом нормотворчестве, запросить общественное обсуждение и назначить публичные слушания. Обычно слушание проводится в районе, требующем изменения, чтобы все заинтересованные стороны могли быть представлены. После окончания периода обсуждения комментарии рассматриваются и принимаются соответствующие окончательные меры. Если секретарь согласен с тем, что требование закона было выполнено, изменения вносятся, как правило, при следующем переходе на летнее время или с него.

### Перемещение области на летнее или летнее время
В соответствии с Законом о едином времени, перевод района на летнее время или с летнего времени осуществляется путём судебного иска на уровне штата. Конгресс предоставляет штатам два варианта: либо полностью отказаться от летнего времени, либо перейти на летнее время во второе воскресенье марта.  Некоторые штаты требуют законодательства, в то время как другие требуют исполнительных действий, таких как указ губернатора. Информацию о процедурах, требуемых в конкретном штате, можно получить в законодательном органе этого штата или в офисе губернатора. Несмотря на то, что он может сделать исключение, если штат решит соблюдать летнее время, даты его соблюдения должны соответствовать федеральному законодательству.

## Местное летнее время

### Аляска
На Аляске наблюдается летнее время. Из-за своей высокой широты Аляска имеет почти круглосуточный световой день летом, и летнее время рассматривается некоторыми жителями Аляски как ненужное и неприятное. Другая проблема заключается в том, что единый часовой пояс материковой части Аляски, который приблизительно соответствует солнечному времени в столице Джуно, приводит к большому разрыву между гражданским и солнечным временем для большей части штата, при этом солнечный полдень наступает до 14:10 в населённых пунктах Анкориджа и Фэрбенкса и до 15:23 в таких местах, как Ном. В Фэрбенксе, например, закат наступает намного позже гражданской полуночи летом. Другие утверждают, что переход на летнее время приведёт к тому, что Аляска откажется от восточного летнего времени на целых пять часов, что затруднит координацию поездок и телефонных разговоров.

### Аризона
Аризона перешла на летнее время в 1967 году в соответствии с Законом о едином времени, потому что законодательное собрание штата не приняло закон об освобождении от уплаты налогов в том году. В марте 1968 года был принят закон об освобождении от летнего времени, и штат Аризона не соблюдал летнее время с 1967 года. В значительной степени это сделано для экономии энергии. Финикс и Тусон являются одними из самых жарких мегаполисов США летом, что приводит к большему потреблению энергии кондиционерами и увлажнителями воздуха в домах и на предприятиях. Дополнительный час солнечного света, когда люди активны, заставит людей дольше работать свои системы охлаждения, тем самым потребляя больше энергии.
Индейская резервация навахо простирается на территории штатов Юта и Нью-Мексико и соблюдает летнее время для координации племенных дел.  Резервация Хопи полностью находится в штате Аризона и является анклавом в резервации индейцев Навахо, но не соблюдает летнее время.

### Калифорния
1949 году избиратели Калифорнии приняли Предложение 12 одобрив переход на летнее время в штате.
Избиратели Калифорнии проголосовали за Предложение 7 6 ноября 2018 года 60% голосов. Он даёт законодательным полномочиям: а) изменить меру перехода на летнее время двумя третями голосов, тем самым отменив Предложение 12 1949 года; б) установить постоянное круглогодичное летнее время в ожидании федерального разрешения; и c) принять меры по изменению политики в отношении времени как в отношении летнего времени, так и в отношении зимнего времени.  Однако законодательное собрание штата так и не приняло никаких мер по Предложению 7.

### Флорида
Переход на летнее время во Флориде менее полезен, чем в других штатах, потому что его южное расположение приводит к меньшей разнице в продолжительности дня между зимой и летом. Без летнего времени в Майами, например, время восхода и захода солнца в течение всего года было бы таким же, как в таких городах, как Гонолулу или Гонконг, ни в одном из которых нет летнего времени. Во Флориде существует оппозиция переходу на летнее время.  Сенатор штата Билл Поузи представил законопроект в марте 2008 года об отмене дневного времени в штате и сохранении во Флориде круглогодичного стандартного времени.  Однако в 2018 году более 90% законодательного органа проголосовали, а губернатор одобрил Закон о защите солнечного света  о соблюдении летнего времени круглый год, если Конгресс США уполномочит штаты делать это. Поскольку Флорида находится между двумя часовыми поясами, законодательный орган Флориды имеет возможность вернуть весь или часть штата к стандартному времени вдоль границ часовых поясов.

### Гавайи
Гавайи никогда не соблюдали летнее время в соответствии с Законом о едином времени, отказавшись от положений закона в 1967 году.
Из-за тропической широты Гавайев продолжительность светового дня между зимой и летом невелика. Перевод часов на UTC−09:00 (DST) на Гавайях сделает время восхода солнца близким к 7:00 утра даже в июне что большинство обитаемых островов расположены близко к западной оконечности гавайско-алеутского часового пояса, а Оаху, Кауаи и Ниихау расположены более чем на 7 градусов западнее меридиана гавайско-алеутского часового пояса и должны: Теоретически находиться в следующем часовом поясе на западе. (Примерно до 1946 года гавайское стандартное время основывалось на долготе 157,5 градуса западной долготы, а не на 150 градусах.)
26 апреля 1933 года Территориальное законодательное собрание приняло законопроект о переводе Гавайев на летнее время с последнего воскресенья апреля (30 апреля в том году) до последнего воскресенья сентября, но закон был отменён три недели спустя, 21 мая 1933 года.  Во время Второй мировой войны с 9 февраля 1942 года по 30 сентября 1945 года гавайское стандартное время было переведено на один час к так называемому гавайскому военному времени, что фактически перевело территорию на круглогодичное летнее время.  В обоих случаях, когда использовалось летнее время, Гавайи использовали UTC−09:30 во время летнего времени, поскольку стандартное время отставало на 30 минут.

### Индиана
В 1918 году, после утверждения Закона о стандартном времени, Индиана была помещена в Центральный часовой пояс.  В 1949 году Генеральная ассамблея Индианы объявила вне закона летнее время, и был принят новый закон, делающий центральное время официальным часовым поясом штата. Однако в 1968 году Time Life Broadcasting возглавила и выиграла федеральный судебный процесс за соблюдение летнего времени. После этого Ассамблея поместила северо-запад и юго-запад Индианы в Центральный часовой пояс, а остальную часть штата — в Восточный.  С 1970 по 2006 год большая часть Индианы в восточном часовом поясе не соблюдала летнее время, но весь штат начал делать это в апреле 2006 года, после того, как восемь округов в западной Индиане были переведены из центрального часового пояса в восточный часовой пояс.  Одна из целей соблюдения летнего времени заключалась в том, чтобы больше округов Индианы соблюдали один и тот же часовой пояс; Ранее 77 округов соблюдали круглогодичный EST, пять — EST/EDT (использование EDT было только неофициальным) и 10 — CST/CDT. По состоянию на 2016 год, Индиана имеет 12 округов, соблюдающих центральное летнее время, в то время как остальные 80 округов соблюдают восточное летнее время. Округа, соблюдающие CST, делятся на две группы: одна рядом с Чикагской агломерацией или в столичном регионе, а другая вокруг Эвансвилла в юго-западной части штата.

### Мичиган
В 1967 году законодательное собрание штата Мичиган приняло закон No 6 Публичных актов 1967 года, освобождающий штат от соблюдения летнего времени. Однако 14 июня 1967 года действие закона об освобождении от уплаты налогов было приостановлено, когда был проведён референдум. С 14 июня 1967 года до последнего воскресенья октября 1967 года в Мичигане соблюдалось летнее время, а также в 1968 году. Закон об освобождении от уплаты налогов был представлен избирателям на всеобщих выборах, состоявшихся в ноябре 1968 года, и в результате голосования он был поддержан. В результате в период с 1969 по 1972 год в Мичигане не было перехода на летнее время. Радиостанция CKLW в Виндзоре, Онтарио, через реку от Детройта, была популярна по обе стороны границы и в результате часто давала оба времени в эфире (например, «Сейчас 4:30 в Детройте и 5:30 в Виндзоре»). В ноябре 1972 года избиратели одобрили инициативу об отмене закона об освобождении от уплаты налогов. Мичиган снова перешёл на летнее время в 1973 году и с тех пор продолжает это делать.
Большая часть Мичигана находится в восточном часовом поясе. Только округа Верхнего полуострова, граничащие с Висконсином (Гогебич, Айрон, Дикинсон и Меномини), находятся в Центральном часовом поясе.
В марте 2024 года в Сенат штата Мичиган был внесен законопроект, позволяющий избирателям решать, останется ли практика перевода часов два раза в год законом в Мичигане. Он был передан на утверждение в Комитет Сената по правительственным операциям.

### Другие штаты в США
Территории США Американское Самоа, Гуам, Северные Марианские острова, Пуэрто-Рико и Виргинские острова лежат в тропиках и не переходят на летнее время.
В то время как соседнее Самоа начало переход на летнее время в сентябре 2010 года, меньшее по размеру Американское Самоа, также расположенное в Южном полушарии, не может разумно следовать за ним из-за периода наблюдения за летним временем с марта по ноябрь, предусмотренного Законом о едином времени, который неприменим к Южному полушарию, поскольку этот период соответствует зимнему времени. Таким образом, если бы Американское Самоа ввело переход на летнее время в соответствии с Законом о едином времени, оно бы «падало вперёд и возвращалось назад», то есть вместо того, чтобы начать переход на летнее время, помочь извлечь выгоду из увеличения светового дня вечером (как это было бы в Северном полушарии весной) путём перевода часов на час вперёд. и вместо того, чтобы конец перехода на летнее время смягчал уменьшение светового дня в утренние часы (как это было бы в Северном полушарии осенью) путём перевода часов на час назад, в Американском Самоа начало перехода на летнее время усугубило бы сокращение светового дня утром с марта по июнь путём перевода часов на час вперёд, в то время как окончание перехода на летнее время ещё больше лишит преимущества увеличения светового дня вечером с ноября на декабрь путём перевода часов на час назад.

## Часовые пояса
| Часовые зоны       | Стандартное время | Летнее время                               |
| ------------------ | ----------------- | ------------------------------------------ |
| Восточный          | EST (UTC−05:00)   | EDT (UTC−04:00)                            |
| Центральный        | CST (UTC−06:00)   | CDT (UTC−05:00)                            |
| Горный             | MST (UTC−07:00)   | MDT (UTC−06:00)                            |
| Тиоокеанский       | PST (UTC−08:00)   | PDT (UTC−07:00)                            |
| Аляскинский        | AKST (UTC−09:00)  | AKDT (UTC−08:00)                           |
| Гавайско-Алеутский | HST (UTC−10:00)   | HDT (UTC−09:00) включаяя Алеутские острова |

## Внешние ссылки
- The Washington Post: "Overview of anti-DST initiatives by states in 2015"
- Steverman, Ben (10 марта 2017). Proof daylight saving time is dumb, dangerous, and costly. The Boston Globe. Bloomberg News. Дата обращения: 10 марта 2017.